# Лаваца
„Лава̀ца“ (на италиански: Lavazza) е сред водещите световни доставчици на еспресо и най-разпознаваемите марки кафе, спечелвайки любовта на милиони почитатели в над 90 страни в целия свят.
Наименованието на самата марката италианско кафе произлиза от фамилното име на основателя на компанията Луиджи Лаваца, който през 19 век поставя началото на бизнеса. Компанията Lavazza SpA се администрира от 3-то и 4-то поколение на семейството на Лаваца.

## История
Кафето Лаваца започва своята история през 1895 година, когато Луиджи Лаваца отваря малък магазин на улица Сан Томазо (via San Tomaso) в Торино, Италия. С отварянето на този магазин, Луиджи Лаваца проявява пионерски дух и първи измисля концепцията за смесването на различни сортове кафе с идеята да създаде продукт с подчертан вкус и аромат.
Не след дълго Лаваца започва да печели симпатиите на италианците, а днес е лидер в Италия, като държи 48% от пазара на дребно в стойност (според данни на компанията) . От компанията твърдят, че от 20 милиона италиански семейства, пиещи кафе, 16 милиона си купуват „Лаваца“.
Днес „Лаваца“ внася кафе от цял свят – Колумбия и Бразилия в Южна Америка, Гватемала, Коста Рика и Хондурас, Уганда, Индонезия, Виетнам, Съединените щати и Мексико. Политиката на компанията да предлага качествена продукция и да бъде социално отговорна се засвидетелства с множество лаборатории за кафе и инвестициите в проекта на Лаваца – Tierra. Проектът има за цел да осигури устойчиво развитие на земеделието в Хондурас, Колумбия и Перу и се стреми да подобри качеството на кафето, както и на околната среда и условията на труд в тези общности.

### Начало
Успехът на компанията се дължи на множество фактори, сред които находчивостта на фамилията Лаваца и налагането на иновации в сегмента. Лаваца успяват да построят нови заводи в периода след Втората световна война, а през 60-те години компанията става първият производител на вакуумно опаковано кафе и стартира първите си маркетингови дейности. 20 години по-късно Лаваца навлиза в европейските пазари, като открива свои представителства във Франция, Германия, Австрия, Великобритания, а по-късно и в САЩ. През 90-те години на изминалия век стъпва на пазара в Испания, а в 2001 година се появява и в Португалия. Италианската компания за кафе се насочва и към Бразилия (2005) и Индия (2007), където също открива свои филиали.

### България
На българския пазар „Лаваца“ стъпва едва 100 години след своето създаване, през 1995 г. Тогава компанията започва своето разпространение с продукция в размер на 5 тона, които едва успява да продаде. Години по-късно придобива популярност на българския пазар, достигайки годишни продажби от 800 тона. С това България става втората страна в света с най-голяма консумация на кафе „Лаваца“ на глава от населението.

## Асортимент
Лаваца поддържа богат асортимент от кафе на зърна за заведения, хотели и др., мляно кафе, разнообразие от кафе на капсули и кафе специалитети. Компанията разпространява и кафе машини за дома и офиса и вендинг автомати. Освен това Лаваца предлага и инстантни продукти с марката Лаваца Блу (Lavazza Blue): чай, мляко, шоколад, бульони, както и различни брандирани консумативи – картонени и пластмасови чаши, захар, сметана и др.

### Кафе на зърна и мляно кафе
Над 100-годишния опит на компанията и постоянните инвестиции в иновации са позволили на „Лаваца“ да предложи богата гама от кафе смеси и консумативи, които могат да отговорят на нуждите на всяка кафетерия, хотел или ресторант. Повечето от продуктите са на основата на съчетание от различни сортове арабика и робуста.

### Капсулни системи
Капсулните системи на Лаваца печелят изключителна популярност в последните години, защото предлагат кафе на дози и са удобно решение за офиса или дома, отличаващо се с високо качество. Технологията на запечатване на кафето в специална капсула запазва аромата и вкусовите му качества. Лаваца предлага два вида капсулни системи – Lavazza Blue и Espresso point. Под тези марки се предлагат над десет вида кафе на капсули, съчетание от различни сортове арабика и робуста, както и различни видове чай и бульон.

### Кафе машини
Лаваца предлага богат асортимент от кафе машини и вендинг автомати с различни характеристики, функционалности и капацитет.
На българския пазар най-често срещани са кафе машините, ползващи капсулните системи на „Лаваца“. Този тип кафе машини са популярно решение както за домашна употреба, така и за работното място, тъй като ползват системата за кафе на дози и спестяват време. Дизайнът им е дело на водещи световни дизайнери, в т.ч. Marco Zanuso, Pininfarina, Fratelli Guzzini.
Вендинг автоматите за кафе на Лаваца също работят с капсулната система със същата марка и са подходящи за обществени места, административни сгради, предприятия, цехове, училища и др. Произвеждат се от N&W Global Vending SpA.
Не се произвеждат конвенционални еспресо машини с марката Lavazza.

## Маркетинг и рекламни дейности

### Календар на Лаваца
Компанията започва своята рекламна дейност още през 60-те години на миналия век. Един от най-популярните им маркетингови инструменти, предизвикал голям шум и интерес, е календарът на Лаваца.
За първи път, компанията прави свой рекламен календар през 1991 г. и продължава традицията. Календарът включва художествени модни снимки от някои от водещите фотографи в света като Ани Лейбовиц – 2009 г., Дейвид Ла Капеле – 2002 г.; Хелмут Нютън – 1993 г. и 1994 г., Елен фон Унворт – 1995 г. и много други.
В календара за 2012 г. Лаваца представя 12-те месеца с автопортрети на дванадесетте фотографи, участвали през годините в създаването му.
Календарът на Лаваца се смята за експонат на концептуалната модна фотография.